# Absperrklappe

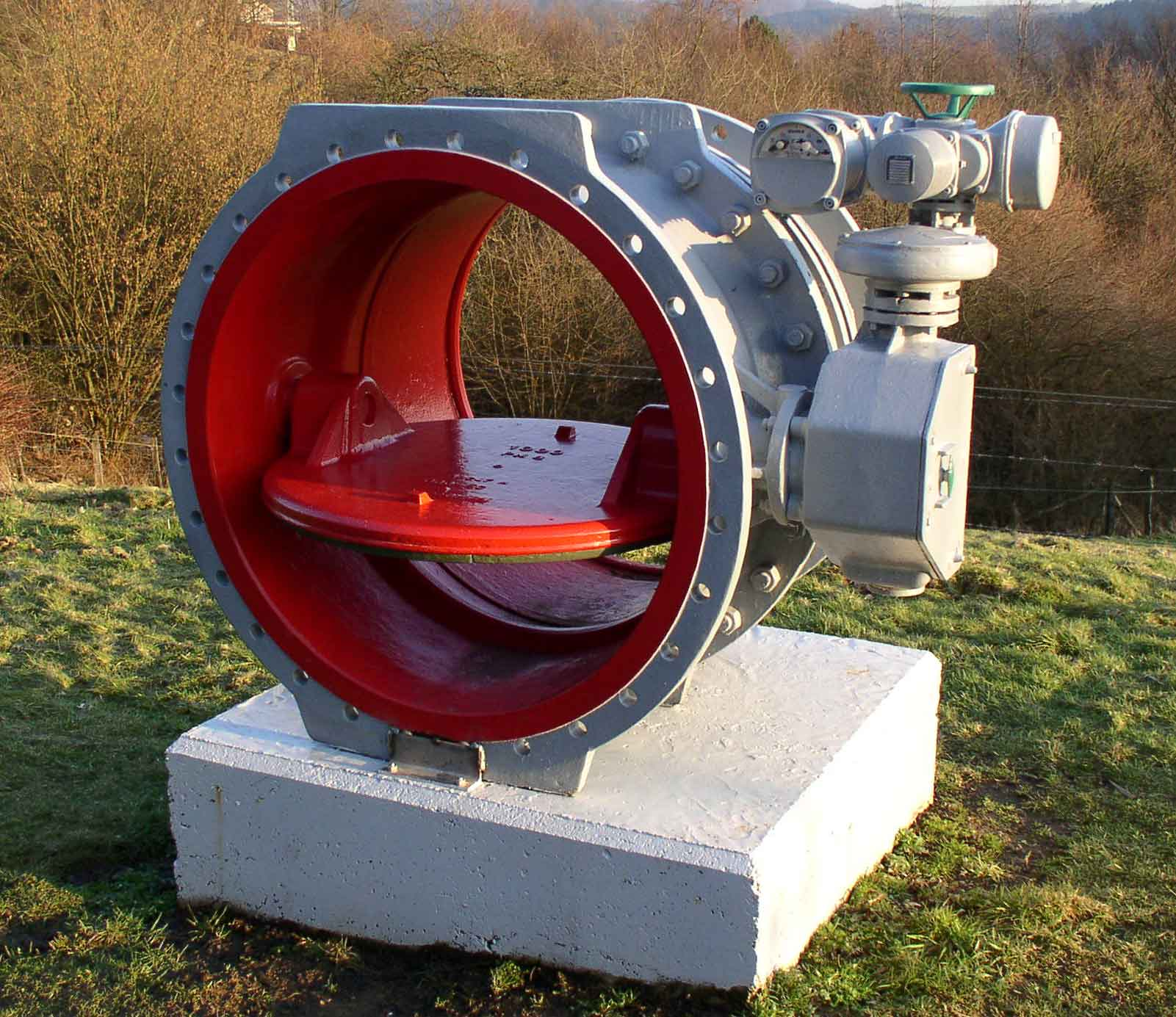
Absperrklappe in einer größeren Nennweite

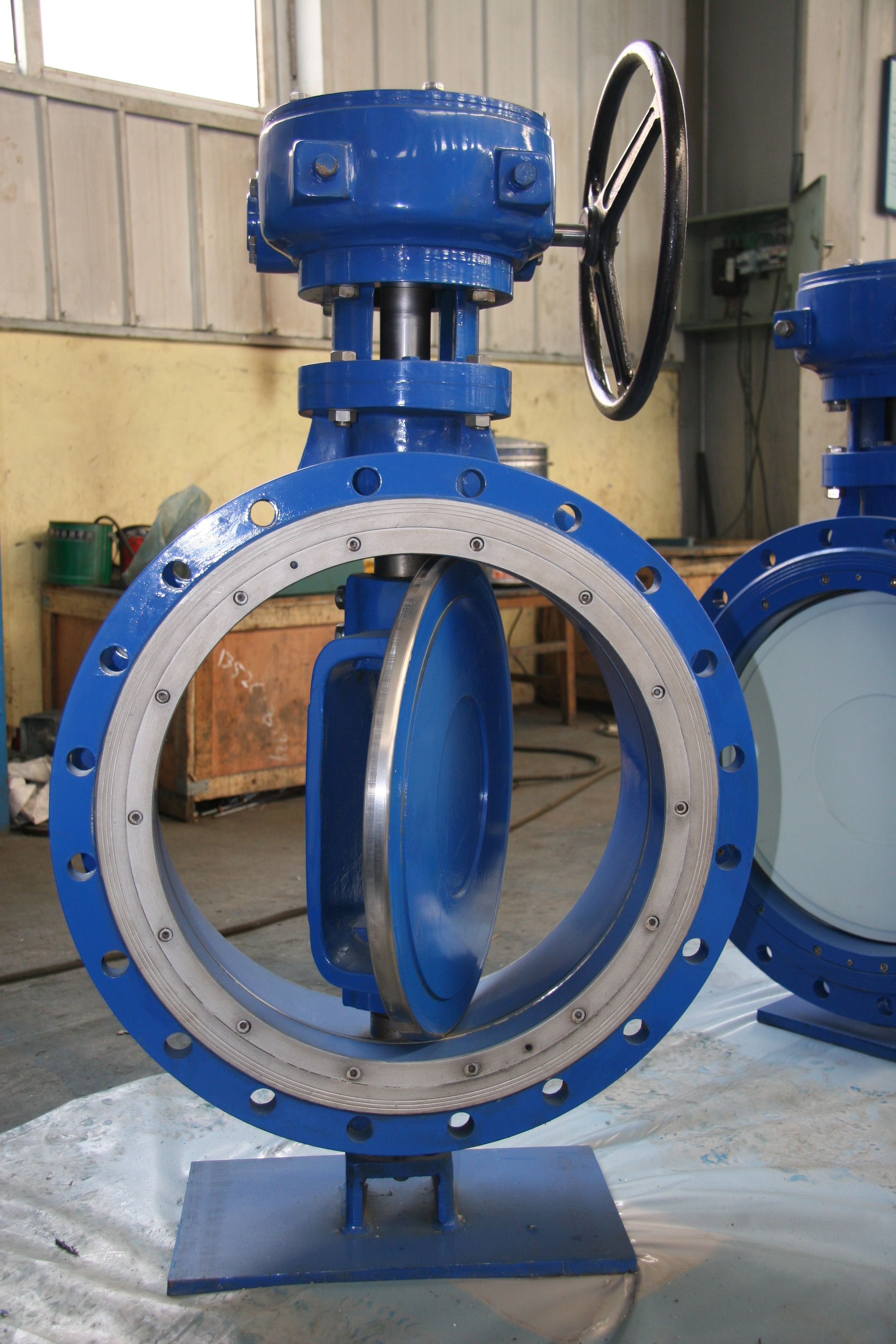
Absperrklappe

Die Absperrklappe ist eine Armatur zur Steuerung des Durchflusses eines Fluids in einer Rohrleitung. Bei dieser Bauart wird der Durchfluss durch eine Scheibe verändert, die im Strömungsquerschnitt drehbar ist. Bei voll geöffneter Klappe ist die Scheibe parallel zur Strömungsrichtung ausgerichtet.
Die Drehung der Klappenscheibe erfolgt bei kleineren Nennweiten durch einen von Hand zu betätigenden Hebel, bei größeren Nennweiten durch eine Handkurbel mit Getriebe; eine Betätigung durch einen Antriebsmotor oder einen hydraulischen oder pneumatischen Antrieb ist ebenfalls möglich. Je nach Fluid sind für die Drehung der Klappe sehr große Drehmomente von mehreren zehntausend Newtonmeter (Nm) aufzuwenden.
Absperrklappen eignen sich gut zum Drosseln des Fluidstromes (Drosselventil), haben allerdings auch im voll geöffneten Zustand einen gewissen Strömungswiderstand. Ihr Platzbedarf innerhalb der Rohrleitung ist sehr gering. Die Zwischenflanschbauart, die sich zwischen zwei Flansche einklemmen lässt, hat nur eine geringe Baulänge.

## Arten

### Unterscheidung nach Geometrie
Man unterscheidet im Wesentlichen vier Arten von Absperrklappen:
- die zentrische Bauweise (Drehpunkt liegt in der Mitte des Sitzes und in der Mitte der Rohrleitung)
- einfach exzentrische, bei denen der Klappenscheibendrehpunkt aus der Ebene des Sitzes, entlang der Rohrleitungsachse, verschoben ist (Kugelsegmentklappen)
- doppelt exzentrische, bei denen der Drehpunkt zusätzlich nicht in der Rohrleitungsmitte sitzt (z. B. ist jede normale Tür eine doppelt exzentrische Absperrklappe.)
- dreifach exzentrische Absperrklappen (auch die Rotationsachse des Sitzes ist nicht parallel und nicht symmetrisch zur Rohrleitungsachse).

### Unterscheidung nach Dichtungsmaterial
Je nach Bauweise sind unterschiedliche Dichtungsmaterialien verwendbar:
- Elastomer und/oder Polymer (z. B. PTFE) (weichdichtende Absperrklappe)
- Metall (metallisch dichtende Absperrklappen).

Während die preiswerteste Bauweise der zentrischen Absperrklappe nur mit weichdichtenden Dichtungen herstellbar sind, erreicht die dreifach exzentrische Klappe die absolute Reibungsfreiheit und kann auch mit metallischen Dichtungen sehr hohe Standzeiten in großen Nennweiten erreichen (Schaltwechselzahlen bis 250.000 Zyklen bei voller Funktion).

#### Mit weicher Dichtung
Weichdichtende Absperrklappen werden in Nennweiten bis mehreren Metern und niedrigen Nenndruckstufen ausgeführt, in der Regel bis maximal 16 bar, und sind für Temperaturen bis maximal 200 °C geeignet. Die Dichtungen werden dabei in der Regel als Gehäuseauskleidung aus Elastomer ausgeführt, hier ist die maximale Temperatur bis 150 °C möglich, oder aus PTFE. Die Empfindlichkeit einer weichdichtenden Klappe gegenüber Verschmutzungen ist gering. Allerdings führen bereits kleine Undichtigkeiten aufgrund des großen Sitzquerschnitts zu nennenswerten Leckagemengen. Problematisch ist die Abdichtung der Drehachse gegenüber der Umgebung. Hier lassen sich Leckagen häufig nicht ganz vermeiden.

#### Mit metallischer Dichtung
Metallisch dichtende Absperrklappen werden in Nennweiten von bis zu zwei Metern und Druckstufen bis 200 bar ausgeführt. Der wesentliche Vorteil besteht in der extrem guten Verwendbarkeit bei sehr niedrigen und sehr hohen Temperaturen: −200 °C für Kryoanwendungen oder +1100 °C beispielsweise für Auspuffklappen bei U-Booten häufig. Leckagen können auch bei Vakuumanwendungen völlig ausgeschlossen werden. Abdichtungen der Welle mittels Stopfpackung machen die Armaturen absolut dicht auch bei Medien wie Helium oder Wasserstoff. Dagegen sind metallisch dichtende Klappen relativ empfindlich gegenüber Feststoffen im Medium.

### Sonderformen
Zur Erhöhung der Dichtheit bei großen Abmessungen können Doppelabsperrklappen eingesetzt werden. Hierbei bilden zwei Klappenscheiben, die parallel betätigt werden, einen Zwischenraum, der mit einem Sperrmedium (Luft oder Flüssigkeit) beaufschlagt wird. 
Eine Sonderbauform der Absperrklappe ist die Rückschlagklappe.